# Zapnometinib
Zapnometinib ist ein experimenteller Arzneistoff aus der Gruppe der Kinasehemmer, der vom deutschen Pharmaunternehmen Atriva zur Behandlung von COVID-19 entwickelt wird.

## Eigenschaften
Der Wirkstoff ist ein oral bioverfügbarer, niedermolekularer Inhibitor der Mitogen-aktivierten Proteinkinase-Kinase-Kinase (MAP2K; MAPK/ERK-Kinase; MEK), der in vitro antivirale und entzündungshemmende Aktivität zeigt. Er soll sowohl die Virus-Replikation hemmen als auch die körpereigene Immunantwort günstig beeinflussen.

## Wirkungsmechanismus
In einer Studie, in der die Eignung des Raf/MEK/ERK-Signalwegs (MAP-Kinase-Weg) als medikamentöses Ziel für die Behandlung von SARS-CoV-2-Infektionen untersucht wurde, zeigte Zapnometinib (ATR-002) als spezifischer Inhibitor der MEK1/2-Kinasen eine starke Anti-SARS-CoV-2-Aktivität in Zelllinien sowie in einem Luft-Flüssig-Grenzfläche-Zellkulturmodell (Air liquid interface cell culture, ALI). Auch vermochte Zapnometinib in Laborversuchen die SARS-CoV-2-induzierte Expression von pro-inflammatorischen Zytokinen zu beeinträchtigen, was die COVID-19-assoziierte schwere Entzündungsreaktion (Hyperinflammation) verhindern könnte, die eine Schlüsselrolle bei der Progression von COVID-19 spielt.

## Klinische Prüfung
Nach Angaben von Atriva läuft eine klinische Phase-2-Studie (RESPIRE) an hospitalisierten Patienten mit mittelschwerem bis schwerem COVID-19.

## Sonstiges
Für die Behandlung von Infektionen mit Hantaviren hat Zapnometinib in den USA die Einstufung als Orphan-Arzneimittel. Auch die Wirkung gegen Grippeviren wurde untersucht.
Der bereits zur COVID-19-Behandlung zugelassene Kinasehemmer Baricitinib wirkt an anderen Kinasen, nämlich den Januskinasen.